# Mimì metallurgico ferito nell'onore
Mimì metallurgico ferito nell'onore è un film del 1972, scritto e diretto da Lina Wertmüller, presentato in concorso al 25º Festival di Cannes.

## Trama
Il manovale catanese Carmelo Mardocheo, detto Mimì, da sempre fortemente attratto dagli ideali della sinistra e insofferente alla mafia che spadroneggia incontrastata nella sua terra, un giorno perde il proprio posto di lavoro alla locale cava di zolfo per aver votato il candidato sindaco del PCI, anziché quello colluso e spalleggiato dalla locale cosca mafiosa.
Rimasto dunque senza impiego, ed essendogli preclusa qualsiasi altra possibilità di lavoro in città proprio dalle ingerenze dei malavitosi, Mimì è pertanto costretto, al pari di tanti altri emigranti meridionali, a partire per Torino, lasciando a casa la giovanissima moglie Rosalia. Nel capoluogo piemontese, Mimì s'impiega come operaio edilizio al nero per una ditta fungente da copertura per alcuni mafiosi siciliani in città, capeggiati dalla greve figura di Vito Tricarico, con i quali però finisce ben presto per andare ai ferri corti: avendo egli, durante uno dei tanti sfiancanti turni di lavoro, visto dove stavano scaricando il cadavere d'un suo collega appena deceduto per la loro inosservanza delle misure di sicurezza sul lavoro, è costretto alla fuga. Viene riacciuffato dagli sgherri di Tricarico, che lo vogliono mettere a tacere "una volta e per sempre", ma si salva mentendo spudoratamente su una sua parentela con il boss mafioso di Catania, a seguito di cui chiede inoltre, forte di questo, un posto come operaio metalmeccanico alla Fiat o alla Pirelli.
Accontentato nella sua richiesta, Mimì si sente inizialmente solo e spaesato in questo ambiente per lui del tutto nuovo, ma ciononostante riesce alla fine a farsi coinvolgere attivamente nella militanza politica di un locale sindacato di categoria, legato al PCI, per poi intrecciare una passionale relazione con la giovane sottoproletaria lombarda Fiore, anch'ella una militante comunista (però trockista), che conosce casualmente dopo averla soccorsa per strada da un'aggressione d'un gruppuscolo neofascista e dalla quale avrà poi un figlio. Proprio il giorno in cui si festeggia la nascita del bambino, Mimì è testimone suo malgrado di una strage mafiosa ad opera degli uomini di Tricarico, a cui scampa per miracolo; in preda al terrore, si rifiuta di fare nomi, dicendo alla polizia di non essere riuscito a vedere i volti di nessuno degli assalitori.
Con la sua riluttanza a sporgere denuncia interpretata come leale ossequio al principio di omertà, Mimì è promosso, dietro pressioni della cupola (che ha persino provveduto a falsificare la sua firma per la domanda d'avanzamento), al ruolo di caporeparto presso la sede di Catania. Preoccupato che la sua storia con Fiore, che l'ha seguito con il bambino nella città etnea, possa venir scoperta dagli amici e famigliari (e soprattutto dalla moglie), Mimì tenta con un po' di fatica di imbastire una vera doppia vita, allontanandosi però sempre più dalla politica e dai suoi vecchi amici compagni; ciò in virtù pure della sua nuova posizione lavorativa, che di fatto lo porta ad assumere un'ottica del tutto differente da quella che aveva quand'era un semplice operaio. Un giorno scopre che la consorte, sentendosi da lui "trascurata" (ciò in ossequio alla promessa fatta a Fiore di restarle fedele malgrado il suo ritorno al tetto coniugale), ha ceduto alla corte di Amilcare Finocchiaro, un brigadiere napoletano di stanza in città con la moglie e i cinque figli, del quale è dunque rimasta incinta. La donna, che nel frattempo è venuta pure a conoscenza della famigliola parallela di Mimì, resta ferma nei suoi propositi di farne riconoscere la paternità a quest'ultimo, quasi come segno di spregio nei suoi confronti. Pur roso ardentemente dall'ira per il suo "onore offeso", Mimì, proprio grazie all'esperienza avuta nel più civile settentrione, si considera di vedute abbastanza aperte per non uccidere l'uno e l'altra, ma non prende neppure in considerazione l'idea di non vendicarsi in qualche modo e quindi corteggia insistentemente l'obesa e sgraziata moglie del rivale, Amalia, fino a trovare in lei un'alleata e giungendo a metterla incinta.
Ottemperato dunque l'impegno, Mimì, proprio fuori dalla chiesa dove si sta riunendo mezza città per assistere alla consueta messa domenicale, comunica platealmente la notizia al brigadiere, proponendogli persino uno scambio tra i legittimi nascituri; questi, rimastovi del tutto spiazzato, gli punta la propria pistola d'ordinanza in un accesso d'ira ma, proprio in quegli attimi convulsi, un sicario della mafia riesce a freddarlo, per poi metter in mano a Mimì l'arma del delitto e dileguarsi di tutta fretta. Una volta scontata la pena in carcere, il giorno dell'uscita Mimì si trova ad aspettarlo una vera folla, composta di otto bambini, la moglie fedifraga, l'amante settentrionale e la vedova del brigadiere. Per poterli mantenere è costretto a fare da galoppino elettorale al boss di Catania, andando così a divenire definitivamente quello che aveva sempre odiato della sua Sicilia, ma Fiore, l'unica donna che per lui conti veramente, stufa di sopportare tutto e disgustata dalla sua evoluzione personale, ne ha abbastanza e lo abbandona.

## Riconoscimenti
- 1972 - Festival di Cannes
  - Candidatura alla Palma d'oro per Lina Wertmüller
- 1972 - David di Donatello
  - Migliore attore protagonista a Giancarlo Giannini
  - David speciale a Mariangela Melato
- 1972 - Grolla d'oro
  - Miglior attore a Giancarlo Giannini
- 1973 - Nastri d'argento
  - Migliore attrice protagonista a Mariangela Melato
  - Migliore attore protagonista a Giancarlo Giannini
- 1973 - Globo d'oro
  - Miglior attore rivelazione a Giancarlo Giannini
  - Miglior attrice rivelazione a Mariangela Melato